# 二条為世
二条 為世（にじょう ためよ）は、鎌倉時代後期から南北朝時代初期にかけての公卿・歌人。歌道二条派の祖二条為氏の長男。極官が権大納言だったので藤大納言とも呼ばれた。

## 生涯
弘安6年（1282年）に参議となり、その後、正二位権大納言に至った。大覚寺統（後の南朝）の天皇に近侍し、持明院統（後の北朝）の伏見天皇に近侍した従弟の京極為兼と鋭く対立した。嘉元元年（1303年）後宇多上皇の命を受け『新後撰和歌集』を撰進している。延慶2年（1309年）頃、為兼と勅撰和歌集の撰者の地位をめぐって争い、為世は敗れて為兼が『玉葉和歌集』を撰進することとなった。元応2年（1320年）には後宇多上皇に『続千載和歌集』を撰進している。門弟として地下出身である浄弁・頓阿・兼好・慶運などを育て二条派を広め、自身は二条派の宗匠としてその歌風を完成させた。元徳元年（1329年）に出家し、法名を明融とした。延元3年（1338年）8月5日、89歳で薨去。
家集に「為世集」（後人の撰集）がある。また、伝存する為世の自筆として、数枚の短冊と古筆切『五条切』がある。他にも、歌論書『和歌庭訓』がある。『続拾遺和歌集』以下の勅撰和歌集や、『続現葉和歌集』などの私撰和歌集、『嘉元仙洞御百首』『文保御百首』などの定数歌にも多数入集。歌風は平淡美を尊び、余情ある歌を詠んだと評される。

## 系譜
- 父：二条為氏（1222-1286）
- 母：飛鳥井教定の娘
- 正室：賀茂氏久の娘
  - 長男：二条為道（1271-1299）
  - 次男：二条為藤（1275-1324）
- 生母不明の子女
  - 男子：二条為宗
  - 男子：二条為躬
  - 男子：二条為冬（英語版）
  - 女子：二条為子（?-1311/1322） - 尊治親王（後の後醍醐天皇）妃
  - 女子：昭訓門院春日局 - 西園寺実衡室
  - 女子：室町院大納言局
  - 女子：藤原兼信室